# ماهواره قائم
ماهواره مخابراتی «قائم» در پژوهشکده تحقیقات فضایی سازمان فضایی ایران در حال طراحی و ساخت است و قرار بود است  این ماهواره در سال ۱۳۹۵ در مدار ۳۶ هزار کیلومتری به فضا پرتاب شود.